# Over persoonsverheerlijking en de gevolgen ervan

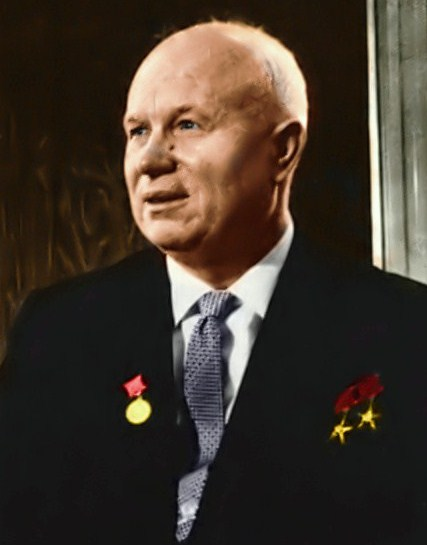
Nikita Chroesjtsjov in 1961

Over persoonsverheerlijking en de gevolgen ervan (О культе личности и его последствиях) was een toespraak van Nikita Chroesjtsjov op het twintigste congres van de Communistische Partij van de Sovjet-Unie op 25 februari 1956. Chroesjtsjov leverde in de toespraak harde kritiek op Jozef Stalin, voornamelijk op de Grote Zuivering in de jaren ’30 en de persoonsverheerlijking van Stalin. De toespraak was de aanzet tot verdere destalinisatie in de Sovjet-Unie.
De toespraak staat ook bekend als de geheime toespraak, omdat ze werd gehouden op een onaangekondigde besloten bijeenkomst voor afgevaardigden van de Communistische Partij van de Sovjet-Unie, waarbij gasten en journalisten buitengesloten werden. In maart 1956 werd de toespraak voorgelezen in partijafdelingen, waarbij partijloze mensen aanwezig waren. Daardoor is de term “geheime toespraak” niet echt correct. De tekst werd pas officieel in 1989 gepubliceerd.

## De toespraak
Het openbare gedeelte van het twintigste partijcongres kwam officieel ten einde op 24 februari 1956, maar veel binnenlandse afgevaardigden moesten terugkeren naar de grote zaal van het Kremlin voor een besloten bijeenkomst, waarbij journalisten, gasten en afgevaardigden van buitenlandse communistische partijen niet aanwezig mochten zijn. Chroesjtsjov begon met zijn toespraak kort na middernacht en de toespraak duurde ongeveer vier uur. Verschillende mensen werden tijdens de toespraak onwel door de onthullingen. Chroesjtsjov las uit een uitgewerkt en voorbereid rapport en er werden geen stenografische notulen gemaakt. Na de toespraak verlieten veel afgevaardigden verward de zaal.
De toespraak van Chroesjtsjov was mede gebaseerd op de uitkomst van de Pospelov-commissie. De commissie bewees dat gedurende 1937 en 1938 meer dan anderhalf miljoen personen waren gearresteerd, waarvan meer dan 680.500 mensen werden geëxecuteerd.
Chroesjtsjov bekritiseerde de persoonsverheerlijking van Stalin – zoals standbeelden en stadsnamen – en de machtsconcentratie bij Stalin. De toespraak verwees naar de brief aan het congres van 4 januari 1923 van Vladimir Lenin, waarin Lenin zich negatief uitsprak over Stalins persoonlijkheid en het advies gaf om Stalin van zijn functie te ontheffen. Chroesjtsjov beweerde dat Lenin vond dat het land bestuurd moest worden door het collectief leiderschap van de partij, terwijl Stalin juist besluiten maakte zonder de partijtop erbij te betrekken. In tegenstelling tot machtsdeling, begon Stalin grote zuiveringen in de partij. Bij het zeventiende partijcongres in 1934 waren er 1.966 afgevaardigden, waarvan 1.108 later werden berecht en vervolgd. Hiervan werden 848 geëxecuteerd. Bij het congres waren er 139 leden en kandidaten voor zitting in het Centraal Comité, waarvan 98 tot volksvijanden werden verklaard. Chroesjtsjov legde uit dat valse bekentenissen werden afgedwongen door martelingen. In de toespraak werd een aantal bekende communisten genoemd met details over hun vervolging. In de toespraak werd niks gezegd over de vervolgingen en executies van partijloze burgers. Ook bleven de negatieve gevolgen van de collectivisatie van de landbouw buiten beschouwing.
Chroesjtsjov zei dat de loftuitingen aan Stalin over zijn activiteiten gedurende de Tweede Wereldoorlog onjuist waren, omdat Stalin veel foute beslissingen heeft genomen en de positieve rol van andere mensen heeft verzwegen. Volgens Chroesjtsjov hadden de grote zuiveringen negatieve militaire gevolgen. Chroesjtsjov vond dat de deportaties van gehele etnische groeperingen in de Sovjet-Unie onjuist en militair onnodig waren.

## Publicatie
Op dezelfde dag van de toespraak werden bepaalde afgevaardigden van de buitenlandse communistische partijen ontboden naar het Kremlin en hadden daar de mogelijkheid om de tekst van de toespraak te lezen. Op 1 maart werd de tekst van de toespraak verspreid in geprinte vorm naar hoge functionarissen. Op 5 maart werd de status van de tekst verlaagd van “geheim” naar “niet voor publicatie”. Op bevel van het bestuur werd de toespraak op duizenden bijeenkomsten van lokale communistische afdelingen publiekelijk voorgelezen. Daardoor is de term “geheime toespraak” niet echt correct. De geprinte tekst van de toespraak werd naar een klein aantal personen in de Oostbloklanden gestuurd. Een Poolse secretaresse gaf het document aan een Poolse journalist. De journalist speelde foto’s van het document door naar het Westen. The New York Times publiceerde de tekst op 5 juni 1956. De tekst werd pas officieel gepubliceerd in 1989.